# Puchar Polski Strongman 2002
Puchar Polski Strongman 2002 – cykl indywidualnych zawodów polskich siłaczy, rozgrywanych w 2002 r.

## Pierwsze zawody - Zamość
Data: 20.04.2002r.
Miejscowość: Zamość
WYNIKI ZAWODÓW:
| Miejsce | Zawodnik         | Punkty |
| ------- | ---------------- | ------ |
| 1.      | Ireneusz Kuraś   | 26,5   |
| 2.      | Piotr Szymiec    | 24,5   |
| 3.      | Tomasz Nowotniak | 24     |
| 4.      | Sławomir Peda    | 21     |
| 5.      | Lubomir Libacki  | 18     |
| 6.      | Grzegorz Peksa   | 12     |

## Lublin
Data: 28.04.2002r.
Miejscowość: Lublin
WYNIKI ZAWODÓW:
| Miejsce | Zawodnik            | Punkty |
| ------- | ------------------- | ------ |
| 1.      | Jarosław Dymek      | 36     |
| 2.      | Arkadiusz Makurat   | 26     |
| 3.      | Piotr Dybus         | 18,5   |
| 4.      | Sławomir Toczek     | 18     |
| 5.      | Tomasz Lech         | 14,5   |
| 6.      | Tyberiusz Kowalczyk | 13     |

## Chełm
Data: 04.05.2002r.
Miejscowość: Chełm
WYNIKI ZAWODÓW:
| Miejsce | Zawodnik             | Punkty |
| ------- | -------------------- | ------ |
| 1.      | Mariusz Pudzianowski | 32     |
| 2.      | Artur Grabara        | 22,5   |
| 3.      | Jacek Dymek          | 21,5   |
| 4.      | Robert Szczepański   | 19     |
| 5.      | Sławomir Peda        | 16     |
| 6.      | Lubomir Libacki      | 15     |

## Przemyśl
Data: 11.05.2002r.
Miejscowość: Przemyśl
WYNIKI ZAWODÓW:
| Miejsce | Zawodnik          | Punkty |
| ------- | ----------------- | ------ |
| 1.      | Jarosław Dymek    | 31,5   |
| 2.      | Tomasz Nowotniak  | 28     |
| 3.      | Arkadiusz Makurat | 21,5   |
| 4.      | Sławomir Toczek   | 20     |
| 5.      | Tomasz Lech       | 13     |
| 6.      | Grzegorz Peksa    | 12     |

## Bielsko-Biała
Data: 18.05.2002r.
Miejscowość: Bielsko-Biała
WYNIKI ZAWODÓW:
| Miejsce | Zawodnik           | Punkty |
| ------- | ------------------ | ------ |
| 1.      | Jarosław Dymek     | 29     |
| 2.      | Robert Szczepański | 25,5   |
| 3.      | Lubomir Libacki    | 20     |
| 4.      | Sławomir Peda      | 19,5   |
| 5.      | Piotr Dybus        | 16     |
| 6.      | Artur Grabara      | 15     |

## Ustroń
Data: 25.05.2002r.
Miejscowość:
WYNIKI ZAWODÓW:
| Miejsce | Zawodnik            | Punkty |
| ------- | ------------------- | ------ |
| 1.      | Sławomir Peda       | 27     |
| 2.      | Robert Szczepański  | 25,5   |
| 3.      | Piotr Szymiec       | 24,5   |
| 4.      | Jacek Dymek         | 22     |
| 5.      | Grzegorz Peksa      | 14     |
| 6.      | Tyberiusz Kowalczyk | 13     |

## Wisła
Data: 01.06.2002r.
Miejscowość: Wisła
WYNIKI ZAWODÓW:
| Miejsce | Zawodnik             | Punkty |
| ------- | -------------------- | ------ |
| 1.      | Mariusz Pudzianowski | 35     |
| 2.      | Lubomir Libacki      | 23     |
| 3.      | Tomasz Nowotniak     | 20     |
| 3       | Sławomir Toczek      | 20     |
| 5.      | Arkadiusz Makurat    | 17     |
| 6.      | Tomasz Lech          | 11     |

## Międzyzdroje
Data: 08.06.2002r.
Miejscowość: Międzyzdroje
WYNIKI ZAWODÓW:
| Miejsce | Zawodnik            | Punkty |
| ------- | ------------------- | ------ |
| 1.      | Ireneusz Kuraś      | 30     |
| 2.      | Jacek Dymek         | 29     |
| 3.      | Lubomir Libacki     | 20,5   |
| 4.      | Tyberiusz Kowalczyk | 17     |
| 4.      | Grzegorz Peksa      | 17     |
| 6.      | Piotr Dybus         | 11,5   |

## Kołobrzeg
Data: 15.06.2002r.
Miejscowość: Kołobrzeg
WYNIKI ZAWODÓW:
| Miejsce | Zawodnik           | Punkty |
| ------- | ------------------ | ------ |
| 1.      | Ireneusz Kuraś     | 26     |
| 2.      | Robert Szczepański | 24     |
| 3.      | Arkadiusz Makurat  | 18     |
| 4.      | Sławomir Peda      | 13     |
| 4.      | Artur Grabara      | 13     |
| 6.      | Tomasz Lech        | 11     |

## Mielno
Data: 23.06.2002r.
Miejscowość: Mielno
WYNIKI ZAWODÓW:
| Miejsce | Zawodnik             | Punkty |
| ------- | -------------------- | ------ |
| 1.      | Mariusz Pudzianowski | 34     |
| 2.      | Tomasz Nowotniak     | 25     |
| 3.      | Robert Szczepański   | 22     |
| 4.      | Sławomir Toczek      | 18     |
| 5.      | Piotr Dybus          | 14     |
| 6.      | Jan Cuber            | 13     |

## Giżycko
Data: 24.08.2002r.
Miejscowość: Giżycko
WYNIKI ZAWODÓW:
| Miejsce | Zawodnik             | Punkty |
| ------- | -------------------- | ------ |
| 1.      | Mariusz Pudzianowski | 31,5   |
| 2.      | Jarosław Dymek       | 30     |
| 3.      | Robert Szczepański   | 21,5   |
| 4.      | Tomasz Nowotniak     | 21     |
| 5.      | Piotr Dybus          | 13     |
| 6.      | Artur Grabara        | 8      |

## Mrągowo
Data: 31.08.2002r.
Miejscowość: Mrągowo
WYNIKI ZAWODÓW:
| Miejsce | Zawodnik             | Punkty           |
| ------- | -------------------- | ---------------- |
| 1.      | Mariusz Pudzianowski | 29               |
| 2.      | Jarosław Dymek       | 29               |
| 3.      | Tomasz Nowotniak     | 26               |
| 4.      | Ireneusz Kuraś       | 22               |
| 5.      | Jacek Dymek          | 13               |
| 6.      | Grzegorz Peksa       | 4 (kontuzjowany) |

## Konin
Data: 08.09.2002r,
MIejscowość: Konin
WYNIKI ZAWODÓW:
| Miejsce | Zawodnik            | Punkty |
| ------- | ------------------- | ------ |
| 1.      | Tomasz Nowotniak    | 30     |
| 2.      | Robert Szczepański  | 28     |
| 3.      | Tyberiusz Kowalczyk | 22     |
| 4.      | Sławomir Toczek     | 19,5   |
| 5.      | Tomasz Lech         | 13,5   |
| 6.      | Arkadiusz Makurat   | 13     |

## Turek
Data: 15.09.2002r.
Miejscowość:Turek
WYNIKI ZAWODÓW:
| Miejsce | Zawodnik            | Punkty |
| ------- | ------------------- | ------ |
| 1.      | Jacek Dymek         | 30     |
| 2.      | Ireneusz Kuraś      | 24     |
| 3.      | Sławomir Toczek     | 23     |
| 4.      | Piotr Dybus         | 18     |
| 5.      | Tyberiusz Kowalczyk | 18     |
| 6.      | Arkadiusz Makurat   | 13     |

## Finał - Ostrów Wielkopolski
Do finału zakwalifikowali się zawodnicy, którzy zdobyli najwięcej punktów w trakcie wcześniejszych zawodów Pucharu Polski Strongman 2002.
Data: 28.09.2002r.

Miejscowość: Ostrów Wielkopolski

WYNIKI ZAWODÓW:
| Miejsce | Zawodnik             | Punkty              |
| ------- | -------------------- | ------------------- |
| 1.      | Jarosław Dymek       | 31                  |
| 2.      | Mariusz Pudzianowski | 30,5                |
| 3.      | Ireneusz Kuraś       | 17,5                |
| 4.      | Jacek Dymek          | 17,5 (kontuzjowany) |
| 5.      | Robert Szczepański   | 15                  |
| 6.      | Tomasz Nowotniak     | 14,5                |